# Lonchi (1907)
Lonchi (grekiska: Α/Τ Λόγχη, "Spjut") var en grekisk jagare av Thyella-klass som tjänstgjorde i grekiska flottan med början 1907. Fartyget, tillsammans med hennes tre systerfartyg, beställdes från Storbritannien år 1906 och byggdes vid skeppsvarvet Yarrow i Cubitt Town, London. Lonchi var 67 meter lång, fördrev 352 ton (346 long tons; 388 short tons) och var bestyckad med två 46 cm torpedtuber, två 76 mm kanoner samt två 57 mm kanoner.
Lonchi var i aktiv tjänst under Balkankrigen som en del av invasionsflottan som erövrade flera öar i Egeiska havet under första veckan av kriget. Under resten av delen av konflikten deltog Lonchi i en marinblockad av Dardanellerna. Under första världskriget gick Grekland sent in i kriget på trippelententens sida och på grund av Greklands neutralitet beslagtogs de fyra fartygen i Thyella-klassen av de allierade i oktober 1916. De togs över av fransmännen i november  och tjänstgjorde i franska flottan 1917-18. År 1918 var de tillbaka på eskorttjänst under grekisk flagg, främst i Egeiska havet. Nafkratousa deltog i grek-turkiska kriget (1919–1922). Efter kriget utrangerades hon 1926 och höggs upp 1931.

## Konstruktion
Lonchi beställdes från skeppsvarvet Yarrow i Cubitt Town, London år 1905 tillsammans med de tre systerskeppen Thyella, Nafkratousa och Sfendoni. Lonchi sjösattes den 10 juli 1907. Fartyget var 67 meter långt, 6,25 meter brett och ett djupgående på 1,8 meter. Vid normal förskjutning fördrev Lonchi 352 metric ton (346 long tons; 388 short tons) och vid full stridsbelastning steg hennes deplacement till 380 ton (370 long tons; 420 short tons). Fartyget drevs av ett par vertikala trippelexpansionsmaskiner som försågs med ånga från fyra koleldade pannor av typen Yarrow. Kraftkällan hade en utformad produktion på 6000 ihp och topphastighe  på 30 knop (56 km/h) men under försöken klarade de fyra fartygen i genomsnitt mellan 6 263 ihp (4 670 kW) och 6 524 ihp (4 865 kW) och hastigheter på 31,8 till 32,4 knop (58,9 till 60,0 km/h).
Lonchi var bestyckad med en mängd vapen. Hennes huvudsakliga bestyckning var ett två 46 cm roterande torpedtuber monterade ovan vattnet i aktern. Hon var också bestyckad med ett par 76 mm Hotchkisskanoner och ett par 57 mm Hotchkisskanoner.

## Tjänsthistoria
Första Balkankriget, det förfallna Osmanska riket mot Grekland, Serbien och Bulgarien, bröt ut den 19 oktober 1912. Den grekiska flottan fick snabbt överlägsenhet i Egeiska havet. Dagen innan fientligheterna inleddes, avseglade den huvudsakliga grekiska flottan, däribland den kraftfulla pansarkryssaren Georgios Averoff, de tre äldre slagskeppen av Hydra-klassen och fjorton jagare inklusive Lonchi, från Pireus och landsteg soldater på Mudros Bay den 20:e. Ön var i grekisk kontroll nästa dag varefter en örlogsflotta genomfört en rad amfibiska överfall genom Egeiska havet, erövrat Thasos, Samothrake, Imbros och Tenedos under loppet av några dagar. Efter erövringen av de Egeiska öarna genomförde den grekiska flottan en blockad av Dardanellerna, som effektivt höll osmanska flottan inspärrad för resten av kriget.
Vid första världskrigets utbrott 1914 bestämde sig den grekiska monarken Konstantin I att förbli neutral. Ententens styrkor landsteg trupper i Salonika 1915 vilket var en källa till spänningar mellan Frankrike och Grekland. Till slut erövrade fransmännen den grekiska flottan den 19 oktober 1916. De lätta grekiska styrkorna, inklusive Lonchi, införlivades i den franska flottan och bar den franska flottans örlogsflagga. Konstantin I vägrade att acceptera en överenskommelse med ententen och tvingades abdikera. Hans son, Alexander av Grekland, installerades som kung och anslöt sig till ententens krav och förklarade krig mot centralmakterna den 2 juli 1917. Lonchi emellertid, var kvar i franska tjänst till och med 1918.
Efter första världskrigets slut och Osmanska rikets nederlag förflyttade sig Grekland för att erövra osmanska besittningar i Egeiska havet och Mindre Asien. Hela den grekiska flottan, inklusive Lonchi, sattes in tung tjänst att patrullera östra Medelhavet och till stöd för landsoperationerna. Verksamheten avslutades i september 1922 då den grekiska armén tvingades att evakuera sjövägen tillsammans med ett betydande antal civila från Mindre Asien. Flottan transporterade sammanlagt 250 000 soldater och civila under evakueringen. År 1926 var Lonchi i dåligt skick och hon ströks ur skeppsrullorna. Fartyget höggs till slut upp år.